# Обри де Вер II
Обри де Вер II (англ. Aubrey de Vere; около 1080 — 15 мая 1141) — англонормандский аристократ, феодальный барон Хедингем примерно с 1112 года, главный камергер Англии с 1133 года. Он был одним из самых выдающихся администраторов в последние годы правления Генриха I и первые годы правления Стефана Блуаского. Погиб во время восстания в Лондоне против императрицы Матильды.

## Происхождение
Обри был сыном Обри де Вера I (умер около 1112) — англо-нормандского землевладельца, который перебрался в Англию после нормандского завоевания. Его предки происходили из Нормандии или Бретани. В Англии он получил от Вильгельма I Завоевателя владения в нескольких графствах (в основном — в Восточной Англии), которые составили феодальную баронию, центром которой стал Хедингемский замок. Кроме того, Обри в 1184 году упоминается как камергер, а в «Книге Страшного суда» — как камергер королевы. Всего он владел 42 поместьями в графствах Кембриджшир, Суффолк, Хантингдоншир и Эссекс и в качестве главного арендатора и 25 поместьями в графствах Кембриджшир, Нортгемптоншир, Суффолк, Хантингдоншир и Эссекс в качестве субарендатора. Большая часть владений Обри была сосредоточена в Восточной Англии — в графствах Эссекс, Суффолк и Кембридшир.
Обри Старший был женат на Беатрисе, происхождение которой неизвестно, однако в «Книге Страшного суда» упоминается, что «жена Обри де Вера» владела четырьмя поместьями в Эссексе (двумя в качестве главного арендатора, и двумя — в качестве субарендатора). В этом браке родилось минимум 5 сыновей. Старший из них, Жоффруа (Джеффри) умер ещё при жизни отца, поэтому его наследником стал второй сын — Обри Младший.

## Биография
Вероятно, Обри родился в начале 1080-х годов. Не позже 1107 года он женился на Аделизе (Элис) де Клер, дочери Гилберта Фиц-Ричарда, барона Клера и Тонбриджа. Позже он стал одним из самых выдающихся администраторов в последние годы правления Генриха I и первые годы правления Стефана Блуаского.
Административная карьера Обри началась, когда он стал камергером короля, возможно, унаследовав эту должность после смерти отца (около 1112 года). Между 1115/1121 и 1121/1127 годами он занял пост шерифа Эссекса, а между 1120/1122 и 1125 годами — одним из двух шерифов Лондона и Мидлсекса.
О доверии, которым пользовался Обри у короля Генриха I, свидетельствует тот факт, что де Вер был в 1129—1130 годах совместно с Ричардом Бассетом шерифом сразу в 11 графствах: Бедфордшире, Бакингемшире, Кембриджшире, Хантингдоншире, Эссексе, Хартфордшире, Лестершире, Нортгемптоншире, Норфолке, Саффолке и Суррее. Оба шерифа обладали особыми полномочиями, выплачивая в казну большую сумму сверх обычных доходов от сборов в графствах. Это назначение состоялось после проведённой годом ранее проверки казначейства, его задачей, очевидно, было повышение королевских доходов от шерифов. Несмотря на то, что Генрих I наложил на Обри штраф в 500 марок и четырёх боевых коней из-за побега заключённого, а также минимум 100 марок за возможность остаться на должности шерифа Эссекса и Хартфордшира, эти выплаты в полной мере так и не были с него взысканы, что, скорее всего, также было связано с королевской благосклонностью.
В 1133 году Генрих I назначил Обри великим камергером Англии; эта должность стала наследственной в доме де Веров. Хотя его служба короне была по большей части связана с Англией, он минимум дважды сопровождал короля в Нормандию.
Позже Уильям де Вер, сын Обри, утверждал, что его отец был «юстициарием всей Англии» и допускался к важным королевским тайнам. Однако современные исследователи сомневаются в достоверности подобного. По мнению Р. Де-Арагон, Уильям имел в виду, что Обри много путешествовал по Англии в качестве судьи, а не то, что он занимал должность главного юстициария королевства. Уильям Мальмсберийский называет де Вера «causidicus» — судьёй или юристом, сведующим в законах. Вероятно, Обри был разъездным судьёй во время правления Генриха I. Кроме того, он точно исполнял эти обязанности при короле Стефане Блуаском.
После восхождения на престол Стефана Блуаского Обри уже к Пасхе 1136 года признал его власть. Когда в 1139 году после ареста Роджера Солсберийского и других епископов король был призван на церковный соборе, именно де Вер выступал в качестве его защитника.
Обри был убит 15 мая 1141 года во время беспорядков в Лондоне, возможно, поддерживая своего зятя — Жоффруа (Джеффри) де Мандевиля, 1-го графа Эссекса.

## Владения и наследство

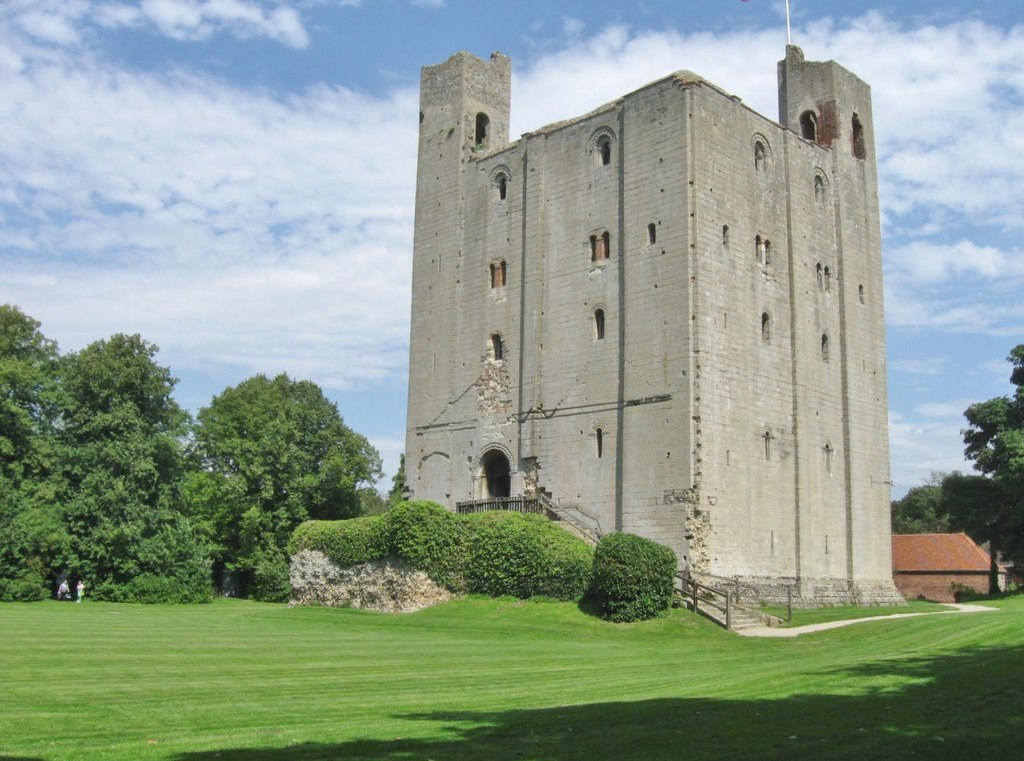
Каменный донжон Хедингемского замка в Эссексе, строительство которой начал Обри де Вер

После смерти отца Обри унаследовал его владения, по большей части располагавшиеся в Восточной Англии, с центром в Хедингемском замке. За свою жизнь он их значительно расширил; как и многие другие представители англононмандской знати, главным образом он стремился получать фьефы, лежавшие между его поместьями.
Около 1135 года Обри основал в Хэтфилд Брод-Оуке в Эссексе бенедектинский монастырь, подчинённый аббатству Сен-Мелен в Ренне. Кроме того, он начал строительство каменного донжона в Хедингеме, взяв за образец королевский замок в Рочестере. Он сохранился до нашего времени.
Наследником Обри стал его старший сны Обри де Вер III, в 1141 году получивший от императрицы Матильды титул графа Оксфорда, которым его потомки владели вплоть до 1703 года.

## Брак и дети
Жена: до 1107 года Аделиза (Элис) де Клер (умерла в 1163?), дочь Гилберта Фиц-Ричарда, барона Клера и Тонбриджа, и Аделизы де Клермон. В этом браке родилось минимум 9 детей:
- Алиса (Аделиза) де Вер (около 1105 — после 1185); 1-й муж: Роберт де Эссекс  (умер в 1132/1140); 2-й муж: Роджер Фиц-Ричард (умер до 1185), барон Уоркуэрт[7][10].
- Рохеза де Вер (около 1105/1110 — после 1166); 1-й муж: Жоффруа (Джеффри) де Мандевиль (умер 14/16 сентября 1144), 1-й граф Эссекс с 1140 года; 2-й муж: Пейн де Бошан (умер до 1155), барон Бедфорд[7][10].
- Обри де Вер III (около 1110[10] — 26 декабря 1194), граф де Гин в 1139—1146 годах, феодальный барон Хедингем и главный камергер Англии с 1141 года, 1-й граф Оксфорд с 1141 года[15].
- Роберт де Вер (умер после 1176)[10], в 1166 году владел мелким леном в Нортгемптоншиере[7]. От двух его сыновей пошли дворянские роды Веров из Дрейтона и Веров из Грейт-Аддингтона[10].
- Жоффруа (Джеффри) де Вер (умер в 1170), барон Клана[англ.] и Освестри в Шропшире[10], шериф Шропшира[англ.] в 1167—1170 годах[7].
- Уильям де Вер (до 1120 — 24 декабря 1198), епископ Херефорда[англ.] с 1188 года[10][16].
- Гилберт де Вер, приор общины Ордена госпитальеров в Англии в 1195—1197 годах[7][10].
- Джулиана де Вер (около 1110/1122 — после 1185); 1-й муж: Гуго Биго (около 1095 — до 9 марта 1177), 1-й граф Норфолк с 1140/1141 года; 2-й муж: Уолкелин Мамино из Уэст-Гринвича (умер в 1155/1157)[7][10].
- дочь; муж: Роджер II де Реймс (1100/1105 —1129/1130)[7][10].